# Остер, Григорий Бенционович
Григо́рий Бенцио́нович О́стер (ранний литературный псевдоним Остёр; род. 27 ноября 1947, Одесса) — русский писатель, сценарист, драматург, телеведущий; заслуженный деятель искусств Российской Федерации (2007), лауреат Государственной премии Российской Федерации (2002). Создатель жанра «Вредных советов» и автор первого русского детского гипертекстуального романа «Сказка с подробностями». Член Общественного совета Российского еврейского конгресса.

## Биография
Родился в Одессе, где служил его отец — краснофлотец Бенцион Давидович Остер (1922—?), уроженец местечка Макаров, участник Великой Отечественной войны. Его дед Давид Бенционович Остер (1898—1944) и младший брат отца Григорий служили в действующей армии и погибли на фронте. Детство и юность провёл в Ялте, где отец работал токарем в порту, а мать — Лея Яковлевна Остер — библиотекарем в клубе моряков. В 1966 году был призван в армию, служил на Северном флоте ВМФ СССР. В 1970 году поступил на отделение драматургии в Литературный институт им. М. Горького в Москве, который окончил в 1982 году.
Автор многих произведений для детей, таких как «Сказка с подробностями», «Папамамалогия», «Воспитание взрослых», «Бабушка удава», «Вредные советы», «Гадание по рукам, ногам, ушам, спине и шее». Написал сценарии мультфильмов «38 попугаев», «Попался, который кусался!», «Котёнок по имени Гав», «Обезьянки младшего возраста» и др., художественного фильма «До первой крови». Четыре рассказа вошли в киножурнал «Ералаш».
В конце 1990-х годов Михаил Эпштейн и Александр Генис включили Григория Остера в список «Кто есть кто в русском постмодернизме». В этом списке, состоящем из 170 имён, Остер — единственный детский писатель, который «сделал вклад в развитие посттоталитарной русской литературы». При этом писатель никогда не принадлежал ни к соцреалистическому, ни к диссидентскому, ни к авангардному литературному лагерю. По наблюдениям критиков, его эстетика отличается «стилистической эклектикой, подтекстом, цитированием, игрой означателей, иронией, пародией и стилизацией».
В 2004 году, по предложению Администрации президента России, выступил одним из создателей сайта «Президент России — гражданам школьного возраста».
С 7 сентября 2008 по 18 июля 2009 года вместе с певицей Глюкозой вёл программу «Детские шалости» на СТС.
В изданной в Канаде антологии детской литературы Григорий Остер со своими «Вредными советами» был самым многотиражным — 12 млн экземпляров, в то время как прочие авторы удостаивались максимум 300—400 тыс.

## Сочинения
- Время твоё. — Мурманск, 1974
- Как хорошо дарить подарки. — М., 1975
- Мальчик и девочка. — М., 1981
- Гирлянда из малышей. — М., 1985
- Осторожно, обезьянки! — М., 1987
- Как Гусёнок потерялся. — М, 1988
- Он попался. — М., 1988
- Попался, который кусался. — М., 1989
- Таинственная пропажа. — М., 1989
- Как Гусёнок на Лису охотился. — М., 1991
- Визгкультура, или Прикольная качалка. — М.. 1996
- «Волшебный компьютер»
- «Вредные советы»
- «Вредные советы 2»
- «Вредные советы 3»
- «Задачник по математике (ненаглядное пособие по математике)»
- «Задачник по физике»
- «Легенды и мифы Лаврового переулка» — М., 1980
- «Ненаглядное пособие по математике»
- «Петька-микроб» — М., 1979
- «Противные задачи»
- «Сказка с подробностями». — М., 1989
- «Книга о вкусной и здоровой пище людоеда»
- «Прикольная анкета для врагов»
- «Котёнок по имени Гав» — М., 1976, 1978, 1979, 1982
- «Зарядка для хвоста» — М., 1982
- «Домашние и одичавшие взрослые»
- «Дикие и приручённые взрослые»
- «38 попугаев». — М., 1978
- «Папамамалогия»
- «Воспитание взрослых» — М., 1998
- «Остров Эскадо» — М., 1994
- «Конфетоедение» — М., 1999
- «Бабушка удава»
- «Гадание по рукам, ногам, ушам, спине и шее»
- «Дети и Эти»
- «Школа ужасов»
- «Вредные советы жуликам и ворам и борцам с коррупцией»
- Приключения Пифа

## Фильмография

### Фильмы
- «До первой крови» (1989)

### Мультфильмы
- Котёнок по имени Гав — 5 серий (1976—1982)
- 38 попугаев — 10 выпусков (1976—1991)
- Знакомство (1976)[14]
- Баба Яга против! — 3 серии (1979—1980, совместно с Александром Курляндским и Эдуардом Успенским)
- Ушастик и его друзья — 5 выпусков (1979—1982)
- Четвёрка друзей — 4 выпуска (1979—1981)
- Как лиса зайца догоняла (1979)
- Он попался! (1981)
- Попался, который кусался! (1983)
- Подземный переход (1984)
- Обезьянки — 7 выпусков (1983—1997)
- Школа помощников (1986)
- Человек с детским акцентом (1987)
- Вредный совет (мультфильм, 1980) — Весёлая карусель № 17
- Вредный совет (мультфильм, 1986) — Весёлая карусель № 19
- Семь мам Семёна Синебородько (Украина, 1992)
- Попались все… (1998)

## Театральные постановки
- Спектакль «Вредные советы» в московском театре «Школа современной пьесы».
- Спектакль «Вредные советы» в театре-студии «Образ» п/р Владимира Шохина.
- Музыкальный спектакль «Клочки по закоулочкам» в Новом Драматическом Театре, в Каменск-Уральском театре «Драма Номер Три» в постановке Людмилы Матис.
- Спектакль «Привет Мартышке!» в Каменск-Уральском театре «Драма Номер Три» в постановке Ирины Симановой.
- Спектакль «Котёнок по имени Гав» в Театре «Семицветик»[15].
- Спектакль «38 попугаев» в Театре «Семицветик»[16].
- Спектакль «38 попугаев» в Ростовском государственном театре кукол им. В. С. Былкова в Ростове-на-Дону в 90-х годах XX века (со слов заслуженного артиста России Александра Дмитриевича Василенко).
- Спектакль «38 попугаев» в Магаданском областном театре кукол[17].
- Спектакль «Клочки по закоулочкам» в Театре «Семицветик»[18].
- Спектакль «Зарядка для хвоста» в Озёрском театре драмы и комедии «Наш дом» (Челябинская область).
- Спектакль «Бабушка Удава» в Озёрском театре драмы и комедии «Наш дом».

## Общественные взгляды
Выступает за пацифизм и разоружение. В 1989 году придумал «комитет по детскому разоружению» и выпустил антивоенный детский фильм «До первой крови». В феврале 2022 года осудил вторжение России в Украину.